# Corvo-de-Três-Pernas
O corvo-de-três-pernas (ou de tripé) é um ser encontrado em várias mitologias e trabalhos artísticos da Ásia Oriental. Culturas da Ásia Oriental acreditam que o ser vive e representa o sol.
Também foram encontradas representações da criatura em moedas antigas da Lícia e da Panfília.
O corvo-de-três-pernas se originou na China, evidência da primeira relação entre a ave e o sol ou artigos totêmicos escavados em torno de 5 000 a.C. na parte inferior da delta do rio Azul. Mais tarde, esse patrimônio do totem do pássaro solar foi observado nas culturas Yangshao e Longshan. Os Chineses têm várias versões dos contos do corvo e do corvo solar. Mas a mais popular representação e mito do corvo solar é o da Yangwu ou Jinwu, o "corvo de ouro".

## China
Na Cultura e na Mitologia Chinesa, o corvo se chama sanzuwu (Chinês: 
三足烏; pinyin: sānzúwū; Cantonês: sam1zuk1wu1; Xangainês: sae tsoh u, lit "pássaro de três pernas") e está presente em vários mitos. Também é mencionado no Shanhaijing. A mais antiga representação conhecida foi feita no período Neolítico, com a cerâmica da cultura Yangshao. O sanzuwu também é um dos Doze Medalhões utilizados nas deorações dos trajes imperiais da China Antiga.[carece de fontes?] Uma pintura em seda da Dinastia Han do Oeste escavada no Sítio Arqueológico de Mawangdui também mostra o sanzuwu apoiado numa árvore.

### Corvo solar na mitologia chinesa

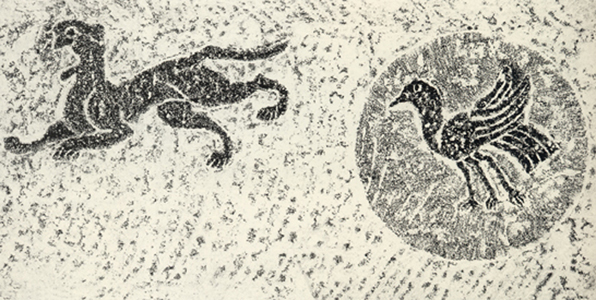
Mural do período da Dinastia Han encontrado na Província de Henan, retratando um corvo-de-três-pernas

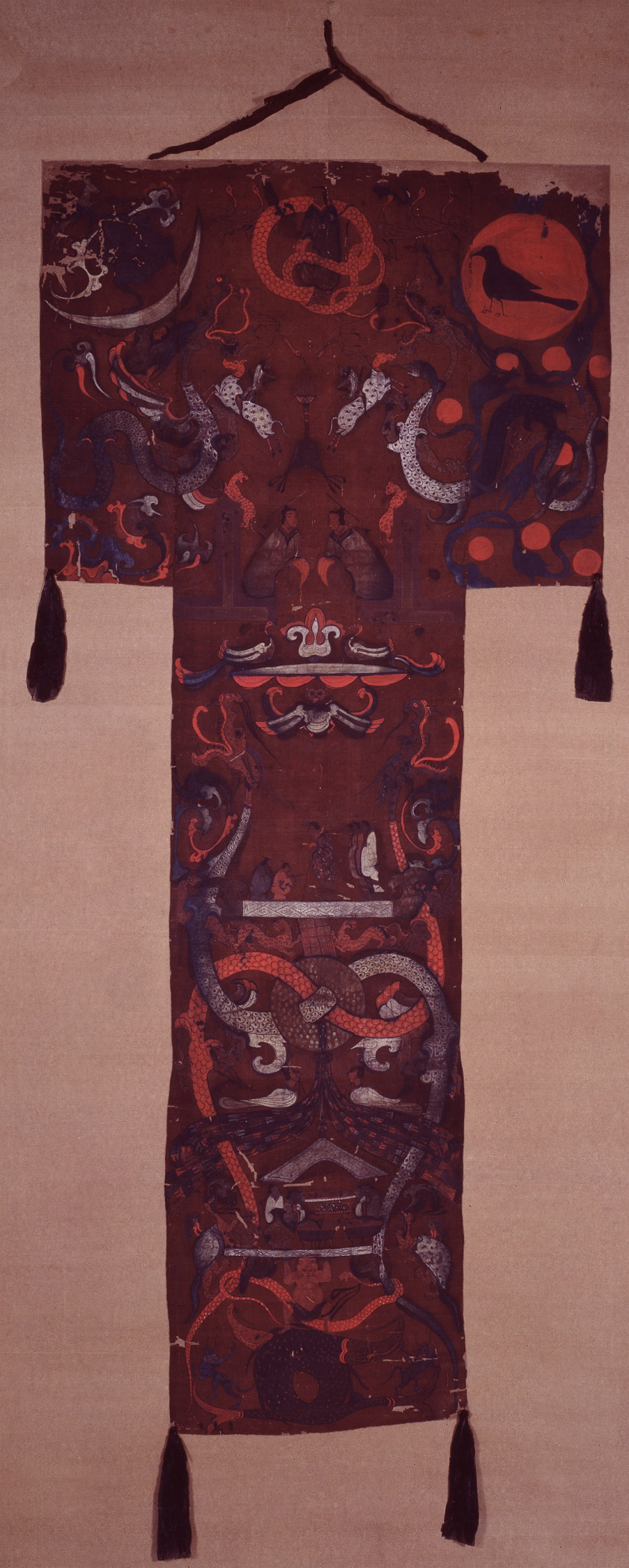
Pintura em seda da Dinastia Han Ocidental num estandarte fúnebre encontrado no Tumba Mawangdui Han da Senhora Dai (d.), retratando o sapo-de-três-pernas lunar e coelho-da-lua (parte superior da esquerda) e o corvo-de-três-pernas solar (canto superior direito)

A mais popular representação e mito de um sanzuwu é a do corvo solar chamado Yangwu (chinês: 陽烏, pinyin: yángwū) ou, mais comumente referido como o Jīnwū (chinês: 金烏, pinyin: jīnwū) ou "corvo de ouro". Embora seja descrito como um corvo, ele é geralmente apresentado com uma coloração vermelha, ao invés de preto.
De acordo com o folclore, havia dez corvos solares que se estabeleceram em 10 diferentes sóis. Eles se empoleiraram numa amoreira vermelha chamada Fusang (chinês: 扶桑, pinyin: fúsāng), que significa literalmente "a amoreira inclinada", no Leste no sopé do Vale do Sol. Essa amoreira foi citada tendo muitas bocas abrindo em seus ramos. A cada dia um dos corvos iria ser encarregado de viajar ao redor do mundo numa carruagem, conduzida por Xihe a 'mãe' dos sóis. Assim que um corvo solar voltar, outro seria encarregado da viagem cruzando o céu. De acordo com Shanhaijing, os corvos do sol adoravam comer dois tipos de gramíneas míticas de imortalidade, uma chamada Diri (chinês: 地日, pinyin: dìrì), ou "sol terrestre", e a outra a Chunsheng (chinês: 春生, pinyin: chūnshēng), ou "crescimento primaveril". Os corvos solares muitas vezes descem do céu para a terra e festejam nos locais em que essas gramíneas estão, mas Xihe não gostou disso, então ela cobriu os seus olhos para impedi-los de fazê-lo.
O folclore também considerou que, em cerca de 2 170 a.C., todos os dez sol corvos saíram no mesmo dia, fazendo com que o mundo queimasse; Houyi, o arqueiro celestial salvou o dia, atirando em todos os corvos solares, com exceção de um. (Ver  Festival da Lua para variantes desta lenda.)

### Outras criaturas de três pés na mitologia Chinesa
Na mitologia Chinesa, há outras criaturas de três pernas além do corvo, por exemplo, a yu 魊 "uma tartaruga-de-três-pernas que provoca a malária". O corvo-de-três-pernas simbolizando o sol tem uma contrapartida yin yang, o chánchú (蟾蜍 "sapo de três pernas"), simbolizando a lua (junto com o coelho lunar). De acordo com uma antiga tradição, este sapo é uma versão transformada de Chang'e divindade lunar , que roubou o elixir da vida de seu marido Houyi, o arqueiro celestial, e fugiu para a lua, onde ela foi transformada em um sapo.
O Fènghuáng é comumente descrito como sendo de duas pernas, mas existem alguns casos em arte em que é representado com uma aparência de três pernas. Xi Wangmu (Rainha Mãe do Oeste) também disse ter três pássaros verdes (chinês: 青鳥, pinyin: qīngniǎo), que reuniam a comida para ela e, nas artes religiosas do Período Han, eles foram retratados como tendo três pernas.
 No Túmulo Yongtai datado da Era da Dinastia Tang, quando o Culto de Xi Wangu floresceu, as aves também são apresentadas como sendo de três pernas.

## Japão

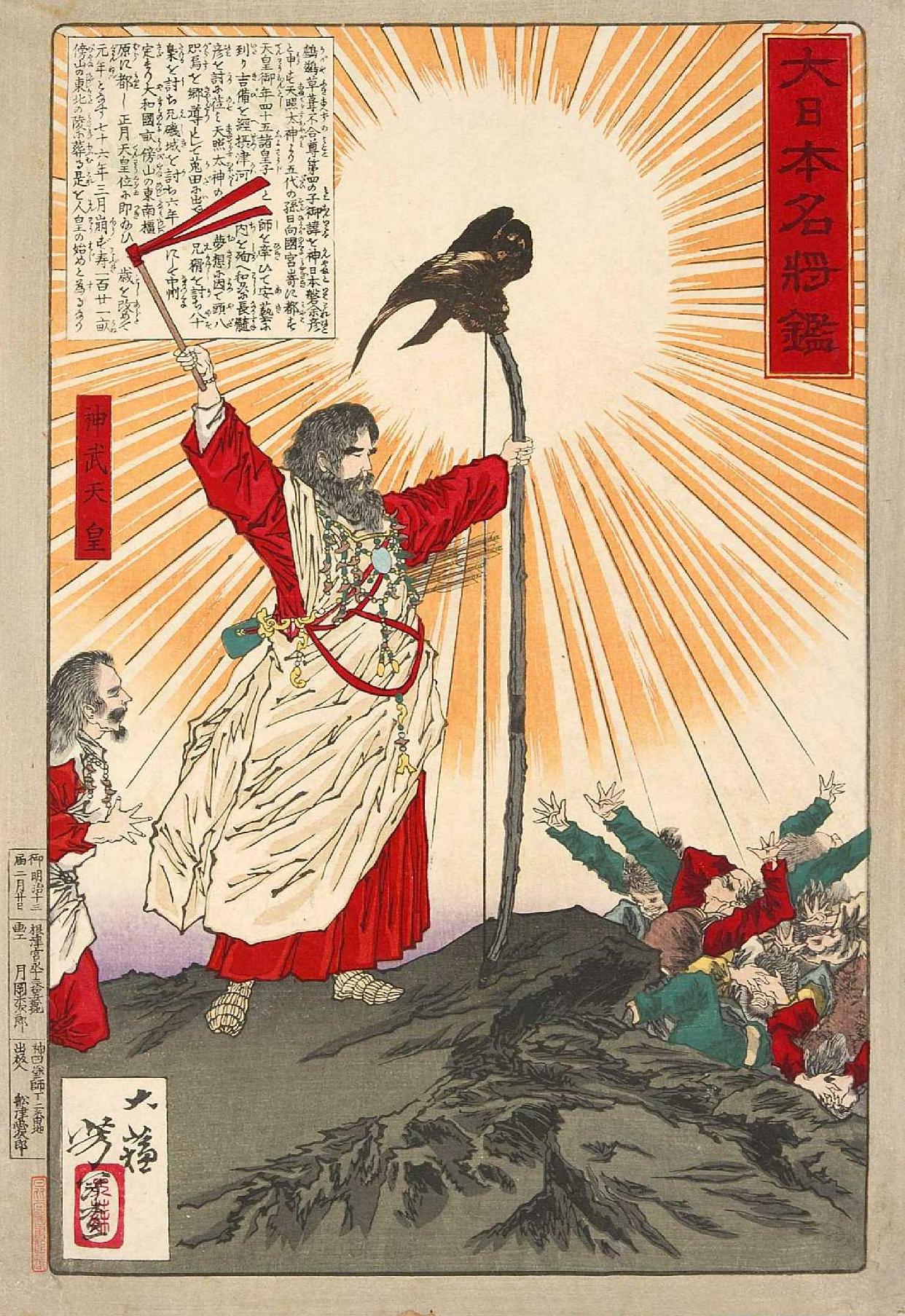
Yatagarasu guia o Imperador Jimmu pela província de Yamato

Na mitologia Japonesa, essa criatura voadora é um Corvo-de-bico-grosso chamado Yatagarasu (八咫烏, "corvo de oito palmos") e a aparência do grande pássaro é interpretada como evidência da vontade do Céu ou intervenção divina nos assuntos humanos.
Embora Yatagarasu seja mencionado em um bom número de lugares no Xintoísmo, as representações são essencialmente vistas nas artes do período Edo em madeira, que remonta ao início da era da arte em madeira dos anos 1800. Apesar de não ser tão celebrado hoje, o corvo é uma marca de renascimento e rejuvenescimento; o animal que tem, historicamente, limpado o terreno depois de grandes batalhas simbolizava o renascimento depois de tamanha tragédia.
Yatagarasu como um deus-corvo é um símbolo especificamente de orientação. Este grande corvo foi enviado do céu como um guia para o Imperador Jimmu em sua primeira viagem da região que viria a se tornar kumano dias que viria a tornar - Yamato, (Yoshino e, em seguida, Kashihara). É geralmente aceito que Yatagarasu é uma encarnação de Taketsunimi no mikoto, mas nenhum dos primeiros sobreviventes registros documentais são tão específico.
Tanto a Associação Japonesa de Futebol e, posteriormente, suas equipes administradas como o Equipe Nacional Japonesa de Futebol utilizam o símbolo do Yatagarasu em seus emblemas e distintivos, respectivamente. O vencedor da Copa do Imperador também recebe a honra de vestir o emblema Itachi na temporada seguinte.

## Coréia

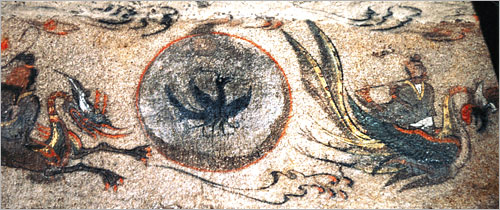
Mural encontrado na Coréia ilustrando o Corvo-de-Três-Pernas

Na Mitologia Coreana, ele é conhecido como Samjok-o (hangul: 삼족오; hanja: 三足烏). Durante o período do reino Goguryo, o Samjok-o foi considerado um símbolo do sol. Pessoas do antigo Goguryo achavam que um de corvo-três-pernas vivia no sol, enquanto uma tartaruga vivia na lua. Samjok-o foi altamente considerado símbolo de poder, imaginado como superior tanto ao dragão quanto ao coreano bonghwang.
Embora o Samjok-o seja principalmente considerado como o símbolo de Goguryeo, ele também é encontrado nas dinastias Goryeo e Joseon.
Na Coréia moderna, Samjok-o ainda é encontrado principalmente em dramas como Jumong (série de TV). O corvo-de-três-pernas foi um dos vários emblemas considerados para substituir o bonghwang no selo nacional Coreano quando a sua revisão foi considerada em 2008. O Samjok-o aparece também no atual emblema da Jeonbuk Hyundai Motors FC'. Existem algumas empresas coreanas usando Samjok-o como seu logotipo corporativo.

## Séries e videojogos
- Em Touhou Project, Utsuho Reiuji devora Yatagarasu, com a ajuda de Kanako Yasaka, a fim de manipular a energia suprema, a Fusão Nuclear.
- Em Pokémon, em sua sexta geração, o Pokémon chamado Yveltal, poderia referir-se a este de corvo-de-três-pernas.
- Em One Piece, especificamente no Episódio 372, Zoro usa um ataque que é chamado de "Yatagarasu", que deixa 3 feridas em forma de patas.
- No jogo para PC e celular Geometry Dash, atualmente um dos mais populares níveis criados por usuários é chamado Yatagarasu, e é uma colaboração de mais de 20 bem-conhecidos criadores de níveis. É extremamente difícil, foi concluído e verificado por um usuário conhecido como TrusTa.
- Em todos os jogos das franquias Samurai Warrior, e Warriors Orochi, um personagem da história real chamado Magoichi Saika usa este símbolo não só como o brasão da família, mas de seu clã e escudo de seu exército também. Ele é baseado em história real, como é Samurai Warriors. Ele normalmente o usa na parte de trás de seu corpo em seu vestuário.
- Em Yu-Gi-Oh!, há uma carta chamada Yatagarasu.
- No jogo Ace Attorney Investigations, um ladrão opera sob o pseudônimo de Yatagarasu.
- Na série de jogos da Atlus Shin Megami Tensei Yatagarasu é uma das possíveis invocações do personagem principal.
- Em Kemono Friends, logo no primeiro jogo e estréia da franquia na mídia, uma das várias Amigas é inspirada em Yatagarasu, inclusive levando o seu nome.

### Citações
1. 1 2  Volker, T. (1975).
2. ↑  Chinese Prehistory
3. ↑  Yatagrarasu: The three-legged crow and its possible origins
4. ↑  Allan, Sarah (1991), The shape of the turtle: myth, art, and cosmos in early China, SUNY Press, p. 31, ISBN 0-7914-0460-9
5. ↑  Katherine M. Ball (2004).
6. ↑  Allan 1991, p. 27
7. ↑  Lihui Yang; Deming An; Jessica Anderson Turner (2005).
8. ↑  Wolfram Eberhard (1968), The Local Cultures of South and East China, E.J. Brill, 193-195.
9. ↑  Wolfram Eberhard (1986), A Dictionary of Chinese Symbols: Hidden Symbols in Chinese Life and Thought, Routledge, 292.
10. ↑  Feng Huang, Emperor of Birds
11. ↑  «Ancient Spiral: The Phoenix». Consultado em 25 de outubro de 2016. Arquivado do original em 17 de maio de 2008
12. ↑  Richard E. Strassberg (2002).
13. ↑  Xi Wangmu Summary
14. ↑  China 1999 - Tang Dynasty Day
15. ↑  Ponsonby-Fane, Richard. (1962).
16. ↑  Ponsonby-Fane, Richard. (1963).
17. ↑  Ponsonby-Fane, p. 147.
18. ↑  http://www.jfa.or.jp/eng/general_info/index.html
19. ↑  "Three-Legged Bird to Replace Phoenix on State Seal," Arquivado em 18 de janeiro de  2006, no Wayback Machine. Chosun Ilbo (Soeul).